# Sher-Gil (cràter)
Sher-Gil és un cràter d'impacte en el planeta Mercuri de 77 km de diàmetre. Porta el nom de la pintora índia Amrita Sher-Gil (1913-1941), i el seu nom va ser aprovat per la Unió Astronòmica Internacional el 2008.